# Erebia scotica
Erebia scotica är en fjärilsart som beskrevs av Cooke 1943. Erebia scotica ingår i släktet Erebia och familjen praktfjärilar. Inga underarter finns listade i Catalogue of Life.